# Väinö Kajander
Väinö Viktor Kajander, später Kajukorpi, (* 30. November 1893 in Elimäki; † 16. September 1978 in Helsinki) war ein finnischer Ringer.

## Werdegang
Väinö Kajander startete für den Verein "Helsingin Jyry", der dem Finnischen Arbeitersportverband (TUL) angehörte.
Bei den Olympischen Sommerspielen 1932 in Los Angeles errang er in der Klasse bis 72 kg (Weltergewicht) im griechisch-römischen Stil die Silbermedaille. Zu diesem Start war er gekommen, weil er Ende der 1920er Jahre in die Vereinigten Staaten ausgewandert war. Obwohl er schon 39 Jahre alt war, bot er sich deshalb 1932 an, Finnland bei den Olympischen Spielen in Los Angeles zu vertreten. Obwohl Finnland in Mikko Nordling den Europameister im Weltergewicht von 1930 und 1931 und damit den besten Ringer der Welt in dieser Gewichtsklasse besaß, ging man auf dieses Angebot ein, um die Reisekosten für einen Athleten zu sparen. Mikko Nordling musste in Finnland bleiben.

## Internationale Erfolge
| Jahr | Platz  | Wettbewerb        | Gewichtskl. | Ergebnis |
| 1932 | Silber | OS in Los Angeles | Welter      | mit Siegen über Börge Jensen, Dänemark, Ercole Gallegati, Italien u. Shuichi Yoshida, Japan und einer Niederlage gegen Ivar Johansson, Schweden |

## Finnische Meisterschaften der TUL
- 1919, 2. Platz, GR, bis 75 kg, hinter Sigfried Sjöberg und vor Arvo Enberg
- 1920, 1. Platz, GR, bis 75 kg, vor Sigfried Sjöberg und Otto Luukkainen
- 1921, 1. Platz, GR, bis 75 kg, vor Sigfried Sjöberg und Evert Salonen
- 1923, 1. Platz, GR, bis 75 kg, vor Eero Ruusala
- 1924, 2. Platz, GR, bis 75 kg, hinter Väinö Kokkinen
- 1926, 1. Platz, GR, bis 75 kg, vor Paavo Oksa
- 1927, 2. Platz, GR, bis 75 kg, hinter Kalle Tammi und vor Mikko Nordling
- 1928, 1. Platz, GR, bis 75 kg, vor Evert Salonen und Vilho Koskela